# Koltsevaja-lijn
De Koltsevaja-lijn (Russisch: Кольцевая линия) is een metrolijn van de metro van Moskou. De lijn werd gebouwd tussen 1947 en 1954 als een ringlijn rond het centrum van Moskou. Het is een belangrijke lijn omdat men er op 2 na, op alle Moskouse metrolijnen kan overstappen. De lijn telt 12 stations.

## Geschiedenis
In de oorspronkelijke plannen van de Moskouse metro kwam geen ringlijn voor. In plaats daarvan werden diameter lijnen voorzien met onderlinge overstappunten in het centrum van de stad. Het eerste ontwerp voor een ringlijn verscheen in 1934, hierin was voorzien in een lijn onder de tuinring met 17 stations.
In 1938 volgde een voorstel voor een lijn verder van het centrum, zelfs nog buiten de gerealiseerde ringlijn. Hiervoor waren de volgende 14 stations gepland: "Oesachjevskaja", "Kaloega Zastava", "Serpoechovskaja Zastava", "Stalin Fabriek", "Ostapova", "Hamer en sikkel fabriek", "Lefortovo", "Spartacus", "Krasnoselski", "Rizjski Station" "Savelovski Station", "Dinamo", "Krasnopresnenskaya Zastava", "Kiev". In 1941 werden de plannen weer veranderd, nu om de lijn juist dichter bij het centrum te leggen. In 1943 werd besloten om de ringlijn aan te leggen volgens het huidige traject om daarmee het centrale overstappunt Ochotny Rjad  - Sverdlovplein – Plosjtsjad Revoljoetsi te ontlasten. Dit traject wijkt aan de westkant, "Beloroesskaja" - "Park Koeltoery", en de noordkant, "Koerskaja" - "Beloroesskaja", van de tuinring af. De noordelijke stations van het voorstel van 1938, "Rizjski station" (Rizjskaja) - "Dinamo" (Petrovski Park) alsmede "Hamer en sikkel fabriek" (Aviamotornaja) en "Lefortovo", worden in het kader van het TPK (derde overstap contour) project, meestal onder een andere naam, alsnog gebouwd.

## Aanleg
De ringlijn is onderdeel van de vierde fase van de metrobouw (1944-1957). In 1947 was het project in vier deeltrajecten geknipt:
- "Park Koelroery" - "Koerskaja"
- "Koerskaja" - "Komsomolskaja"
- "Komsomolskaja" - "Beloroesskaja"
- "Beloroesskaja" - "Park Koeltoery"

Tijdens de bouw werden deel twee en drie gecombineerd zodat de lijn in drie stukken werd opgeleverd. Het eerste deel, "Park Koeltoery" - "Koerskaja" werd geopend op 1 januari 1950, het tweede, "Koerskaja" - "Beloroesskaja", op 30 januari 1952, en het derde, "Beloroesskaja" - "Park Koeltoery", maakte op 14 maart 1954 de ring compleet. In verband met de aanleg van nieuwe lijnen zullen twee stations worden ingevoegd om een overstap mogelijk te maken tussen de ringlijn en deze nieuwe lijnen. Het betreft hier Soevorovskaja bij de noordelijke kruising met lijn 10 bij Dostojevskaja en Rossjieskaja bij de westelijke kruising met lijn 8 ter hoogte van de Russische senaat, beide invoegingen staan gepland voor 2020.

## Metrostations
Aan deze metrolijn is geen specifiek eindpunt, het is een ringlijn.
| Station            | Overstappunt      | Foto | Geopend     | Nr. | Opmerkingen                                                                                           |
| ------------------ | ----------------- | ---- | ----------- | --- | --- |
| Park Koeltoery     | Park Koeltoery    |      | 1 jan 1950  | 076 | |
| Oktjabrskaja       |                   |      | 1 jan 1950  | 075 | geopend als Kaloezjskaja, op 6 juni 1961 omgedoopt in Oktjabrskaja                                    |
| Dobrinynskaja      | (Serpoechovskaja) |      | 1 jan 1950  | 074 | geopend als Serpoegovskaja, op 6 juni 1961 omgedoopt in Dobryninskaja                                 |
| Paveletskaja       | BKV vonat symbol  |      | 1 jan 1950  | 073 | |
| Taganskaja         | (Marksistskaja)   |      | 1 jan 1950  | 072 | |
| Koerskaja          | (Tsjkalovskaja)   |      | 1 jan 1950  | 071 | |
| Komsomolskaja      | ()                |      | 30 jan 1952 | 070 | |
| Prospekt Mira      |                   |      | 30 jan 1952 | 069 | Geopend als Botanitsjeski Sad, op 20 juni 1966 omgedoopt in Prospekt Mira                             |
| Soevorovskaja      | (Dostojevskaja)   |      | Onbepaald   |     | Toekomstig station waar de ringlijn het noordelijke deel van lijn 10 kruist bij station Dostojevskaja |
| Novoslobodskaja    | (Mendelejevskaja) |      | 30 jan 1952 | 068 | |
| Beloroesskaja      | BKV vonat symbol  |      | 30 jan 1952 | 067 | |
| Krasnopresnenskaja | (Barrikadnaja)    |      | 14 mrt 1954 | 078 | |
| Kievskaja          | BKV vonat symbol  |      | 14 mrt 1954 | 077 | |